# McGehee
La ville américaine de McGehee est située dans le comté de Desha, dans l’État de l’Arkansas. Lors du recensement de 2010, sa population s’élevait à 4 219 habitants, estimée à 3 888 habitants en 2016.

## Démographie
| Groupe          | McGehee | Arkansas | États-Unis |
| --------------- | ------- | -------- | ---------- |
| Blancs          | 50,5    | 77,0     | 72,4       |
| Afro-Américains | 46,3    | 15,4     | 12,6       |
| Métis           | 1,2     | 2,0      | 2,9        |
| Autres          | 1,1     | 3,6      | 6,4        |
| Amérindiens     | 0,4     | 0,8      | 0,9        |
| Asiatiques      | 0,4     | 1,2      | 4,8        |
| Total           | 100,0   | 100,0    | 100,0      |
| Hispaniques     | 2,7     | 6,4      | 16,7       |

Selon l'American Community Survey, pour la période 2011-2015, 94,95 % de la population âgée de plus de 5 ans déclare parler l'anglais à la maison, alors que 4,90 déclare parler l’espagnol et 0,25 % le lao.
| 1910  | 1920  | 1930  | 1940  | 1950  | 1960  |
| ----- | ----- | ----- | ----- | ----- | ----- |
| 1 157 | 2 368 | 3 488 | 3 663 | 3 854 | 4 448 |

| 1970  | 1980  | 1990  | 2000  | 2010  | - |
| ----- | ----- | ----- | ----- | ----- | - |
| 4 683 | 5 671 | 4 997 | 4 570 | 4 219 | - |

## Source
- (en) Cet article est partiellement ou en totalité issu de l’article de Wikipédia en anglais intitulé « McGehee, Arkansas » (voir la liste des auteurs).

1. ↑  (en) « McGehee, AR Population - Census 2010 and 2000 », sur censusviewer.com.
2. ↑  (en) « Population of Arkansas - Census 2010 and 2000 », sur censusviewer.com.
3. ↑  (en) « Language spoken at home by ability to speak English for the population 5 years and over », sur factfinder.census.gov.
4. ↑  « Statistiques des États-Unis - Arizona - Profils des communautés de 2010 » (consulté en novembre 2020)